# Edmund Hohn
Edmund Hohn (* vor 1956) ist ein österreichischer Orgelbauer.

## Leben
Edmund Hohn hatte seine Werkstatt in Dornbirn.

## Werke
- 1962 Umbau einer Orgel von Anton Behmann (1889) in der Pfarrkirche Brand im Brandnertal[2]
- 1963 Orgel in der Klosterkirche St. Peter im Dominikanerinnenkloster St. Peter in Bludenz[2]
- 1963 Umbau der Orgel der Laurentiuskirche (Bludenz)[3]
- 1964 Umbau einer Orgel aus 1883 in der Pfarrkirche Sonntag im Großen Walsertal[2]
- 1964 mit dem Orgelbauer Hubert Neumann Orgel in der Pfarrkirche Heilige Familie in Feldkirch-Tisis[2]
- 1969 Restaurierung eines anonymen Orgelpositivs in Gortipohl (etwa 1800)[3]
- 1973 Orgel in der Lourdeskapelle in Mühlebach in Dornbirn[2]